# پراودا

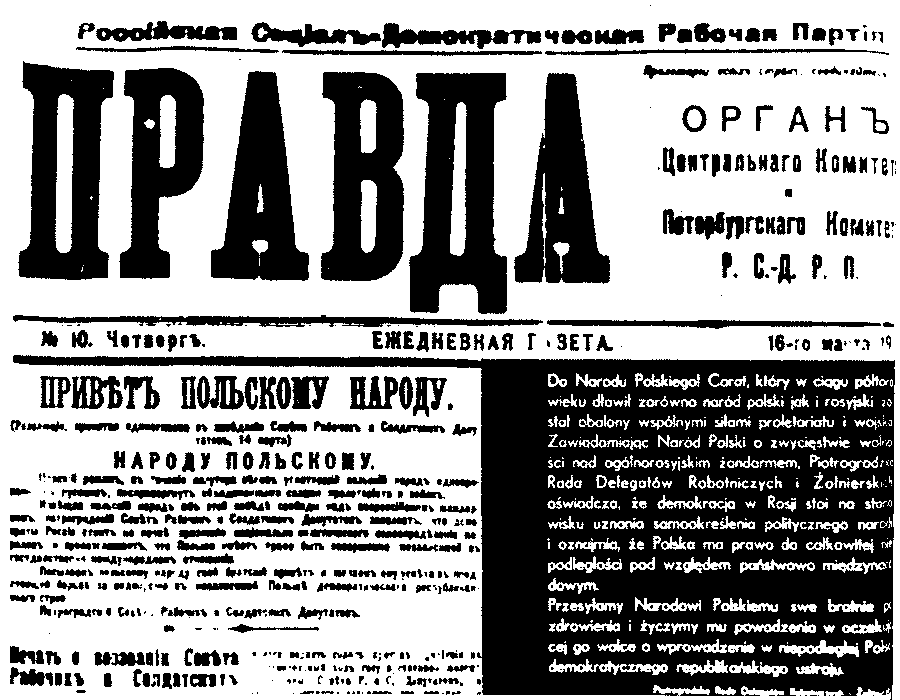
صفحه نخست روزنامه پراودا، سال ۱۹۱۷.

پراودا (به روسی: Правда) روزنامه روسی قطع بزرگ است که در سال‌های ۱۹۱۲ تا ۱۹۹۱ روزنامه رسمی حزب کمونیست اتحاد شوروی بود. تیراژ پراودا در دورانی به چهارده میلیون نسخه در روز می‌رسید امروزه تیراژ آن ۶۵ هزار نسخهٔ چهار صفحه‌ای است. اعضای تحریریه پراودا حدود پنجاه نفر است.

## نام
نام روزنامه که در زبان روسی «حقیقت» (و عدالت) معنا دارد از کتاب قدیمی «روسکایا پراودا» (حقیقت روسی) گرفته شده است.

## تاریخچه
پراودا به‌طور رسمی در ۱۹۱۲ انتشار یافت اما پیش زمینه آن به سال‌های ۱۹۰۳ و ۱۹۰۵ بر می‌گردد. در ۱۹۰۳ مهندسی به نام کاژونیکوف پراودا را در قالب یک نشریه ادبی و هنری ارائه می‌داد و از اکتبر ۱۹۰۸ فعالیت‌های روزنامه با همّت تروتسکی رنگ و بوی سیاسی گرفت. تروتسکی پراودا را که سوسیال دموکرات‌های روسیه دراختیار گرفته بودند، در غرب اوکراین، در لووف و در وین به چاپ می‌رساند و مخفیانه به روسیه می‌فرستاد. چند سال بعد، در پنجم مه ۱۹۱۲، مصادف با روز تولد کارل مارکس، لنین به پراودا هویّت تازه‌ای داد. پراودا از آوریل ۱۹۱۲ در سن‌پترزبورگ شروع به انتشار کرد و نقش مؤثری در انقلاب ۱۹۱۷ روسیه داشت.
این روزنامه بارها مورد سانسور و پیگرد قرار گرفت. پراودا، گاهی با اسامی دیگر هم منتشر می‌شد تا از شر سانسور و توقیف در امان بماند. زمانی در نروژ هم چاپ می‌شد و از آنجا بلشویک‌ها بسته‌های روزنامه پراودا را با بشکه‌های ماهی که به روسیه صادر می‌شد می‌گذاشتند تا از چشم مأمورین روسیه تزاری مخفی بماند.
پراودای زمان شوروی به‌خاطر نوشتارها و اخبارش در زمان جنگ سرد در سراسر جهان شناخته‌شده‌بود. پس از انحلال حزب کمونیست از سوی بوریس یلتسین و در پی آن توقیف اموال روزنامه، پراودا در سال ۱۹۹۱ بسته‌شد. بعداً سردبیر وقت روزنامه پراودا گنادی زیوگانوف روزنامه را به چند سرمایه‌گذار یونانی به‌ظاهر کمونیست فروخت.
در سال ۱۹۹۷ حزب کمونیست فدراسیون روسیه مالکیت روزنامه پراودا را دوباره به دست آورد. پراودا پیش از فروپاشی شوروی ۳۰۰ عضو تحریریه داشت و امروزه حدود پنجاه روزنامه‌نگار در آن کار می‌کنند. در نشانی اینترنتی Pravda.ru چاپ می‌شود که گونه‌ای منبع خبری جنجالی‌نویس و عوامانه است.

## پراودا و محاکمات دهه سی
دستگیری، محاکمه و تیرباران امثال بوخارین و توخاچفسکی، کسانی که از دید استالین خائن به حزب و نفوذی دشمن بودند از ۱۲ ژوئن ۱۹۳۷ با انتشار یک مقاله در روزنامه پراودا کلید خورد که با خطوط درشت نوشته بود: «صدای چکمه‌های کثیف آلمان و ژاپن از دور به گوش می‌رسد. ما هر گردنی را که در برابر خارجیان و دشمنان به حالت تعظیم فرود آید قطع می‌کنیم. اختاپوس دشمن را در میهن خود فلج می‌سازیم. نیش زهرآگین مار را پیش از آین که موفق شود می‌کشیم، کسانی که زاییده انقلاب هستند نبایستی به مادر خود، انقلاب، خیانت می‌کردند. پس باید سزای آن را ببینند.»
پراودا در سال ۱۹۳۶ و ۱۹۴۳ علیه دیمیتری شوستاکوویچ، یکی از بزرگ‌ترین آهنگسازان سده بیستم مقاله تندی نوشت. در ژانویه ۱۹۳۶ در روزنامه پراودا، نقدی منتشر شد با تیتر «هیاهو به جای موسیقی» و در آن شوستاکوویچ متهم شده بود که به جای «بازتاب احساسات خلق قهرمان شوروی» هنر خود را در خدمت «دشمنان طبقاتی» قرار داده است. بعد از آن اپرای «لیدی مکبثِ ناحیه متسنسک» سانسور و به مدت ۵ سال توقیف شد.
پراودا سال ۱۹۴۸ مجدداً هنرمندان را مورد اعتراض قرار داد و نوشت: «کمیسرها می‌بایست موسیقی سوسیالیسم واقع گرایانه را به آهنگسازان تحمیل کنند و هر کس را که ایده دیگری دارد، بیرون بیندازند. مردم در سراسر اتحاد جماهیر شوروی به اتفاق آرا، فرمالیست‌ها را محکوم می‌کنند و می‌خواهند با تمام کسانی که نامشان در لیست سیاه است، مانند وطن فروشان رفتار شود. سمفونی‌های روشنفکر نمایانه دیگر کافی است. آهنگسازان «ضد مردم» و «ضد سوسیالیست» باید مشخص شوند. باید تکلیفشان یکسره شود. شوستاکوویچ، پروکوفیف، خاچاتوریان، مایاکوفسکی.»
نویسنده «مرشد و مارگریتا»، میخاییل بولگاکف نابغه تئاتر شوروی که نمایشنامه معروفش «خانواده توربین‌ها»دوازده سال تمام در تئاتر هنری مسکو به اجرا درآمد نیز همانند شوستاکوویچ از نیش‌های پراودا در امان نماند. پراودا برای دستگیری امثال وسولد مایرهولد هم زمینه‌چینی کرد و سرانجام او که از چهره‌های اولیه تئاتر مدرن، یکی از طرفداران نمادگرایی در تئاتر و از کارگردان بزرگ اتحاد جماهیر شوروی بود، تیرباران شد.

## سردبیران
لِو کامنف
جوزف استالین
نیکولای ایوانوویچ بخارین، (۱۹۱۸)
میخائیل س. اولمینسکی
ماکسیمیلیان الکساندرویچ ساوللیف، (۱۹۲۸–۱۹۳۰)
لو ز. مهلیس، (۱۹۳۰)
ایوان ای. نیکیتین، (۱۹۳۷)
پیوتر نیکلایویچ پوسپلوف، (۱۹۴۰)
میخائیل آندریویچ سوسلوف، ۱۹۴۹)
لئونید فدوروویچ الیچف، (‎۱۹۵۱–۱۹۵۲)
دیمیتری تروفیموویچ شپیلوف، (‎۱۹۵۲–۱۹۵۶)
پاول ساتیوکوف، (‎۱۹۵۶–۱۹۶۴)
الکسی ماتوویچ رومیانتسف، (‎۱۹۶۴–۱۹۶۵)
میخائیل واسیلیویچ زیمیانین، (‎۱۹۶۵–۱۹۷۶)
ویکتور جی. آفاناسیف، (‎۱۹۷۶–۱۹۸۹)
ایوان تی. فرولوف، (‎۱۹۸۹–۱۹۹۱)